# Costică Brădățan
Costică Brădățan (Drăgoiești, Província de Suceava, Romania, 1971) és un filòsof i professor universitari nord-americà d'origen romanès. Ha estat professor d'Humanitats a l'Honors College de la Texas Tech University, i és professor honorari de recerca de filosofia a la Universitat de Queensland, a Austràlia.
Amb la seva filosofia Costica Bradatan proposa un pelegrinatge al voltant de la memòria de grans pensadors ajusticiats per les seves conviccions.
Un dels seus darrers llibres és Dying for ideas: The dangerous lives of the philosophers (“Morir per les idees: les vides perilloses dels filòsofs”) que ara Anagrama ha publicat en castellà (Morir por las ideas). Ben aviat sortirà en català un altre llibre seu, Elogi del fracàs.

## Publicacions
- O introducere la istoria filosofiei românești în secolul XX (2000)
- Jurnalul lui Isaac Bernstein (2001)
- The Other Bishop Berkeley: An Exercise in Reenchantment (2006)
- In Marx’s Shadow. Knowledge, Power and Intellectuals in Eastern Europe and Russia (volum editat conjuntament amb Serguei Alex. Oushakine) (2010)
- Philosophy, Society and the Cunning of History in Eastern Europe (editor) (2012)
- Religion in Contemporary European Cinema. The Postsecular Constellation (volum editat conjuntament amb Camil Ungureanu) (2014)
- Sacrifice and Cinema (volum editat conjuntament amb Camil Ungureanu) (2015)
- Philosophy as a Literary Art. Making Things Up (editor) (2015)
- Dying for Ideas: The Dangerous Lives of the Philosophers (2015)
- In Praise of Failure (en procés).
- Against Conformity. Reinventing the Lost Art of Cynicism (en procés)